# Бугайко, Татьяна Фёдоровна
Татьяна Фёдоровна Бугайко (укр. Тетяна Федорівна Бугайко ; 25 июня 1898, Эривань — 25 октября 1972, Киев) — украинский советский педагог-методист, литературовед, профессор (1958), доктор педагогических наук (1957), заслуженный учитель Украинской ССР (1940).

## Биография
Родилась 25 июня 1898 года в городе Эривань.
После окончания гимназии в 1915 году, поступила на историко-философский факультет Московских высших женских курсов. С 1917 года — учительница подготовительного класса Роменского реального училища.
С 1925 года преподавала украинский язык и литературу в школах городов Ромны и Сновск на Черниговщине и Киева. В 1931 году без отрыва от работы окончила Полтавский институт социального воспитания, в 1935 году — Нежинский педагогический институт.
С 1936 года работала научным сотрудником Украинского научно-исследовательского института педагогики.
С 1939 года — преподаватель Киевского педагогического института.
Кандидат наук с 1946 года.
В 1951—1954 годах — главный редактор журнала «Литература в школе» (ныне «Двоеслов»), редактор республиканского научно-методического сборника «Методика преподавания литературы».
С 1957 года около 30 лет заведовала кафедрой методики языка и литературы Киевского педагогического института имени А. М. Горького.
Умерла 25 октября 1972 года в Киеве.

## Научная деятельность
Автор более 200 научных трудов по методике преподавания литературы, учебников, хрестоматий и методических пособий, как для учащихся, так и для учителей средних школ и преподавателей педагогических институтов.
Занималась исследованиями литературного творчества Т. Шевченко.

### Научные труды
- «Методика преподавания украинской литературы для 5—7 и 8—10 классов»;
- «Украинская литература в средней школе. Курс методики»;
- «Украинская советская литература» (10 класс);
- «Мастерство учителя словесности»;
- «Мастерство учителя-словесника»;
- «Хрестоматия по украинской литературе для 7 класса» (10 изданий в 1940—1952) и др.

## Награды
- Орден Ленина (1961);
- Медаль «За доблестный труд в Великой Отечественной войне 1941—1945 гг.» (1946);
- Медаль «За доблестный труд. В ознаменование 100-летия со дня рождения Владимира Ильича Ленина» (1970);
- Медаль А. С. Макаренко (1967);
- Заслуженный учитель школы УССР (1944);
- Отличник народного образования (1958);
- Почётный железнодорожник (1944).